# Gouvernement Konstantínos Mitsotákis
Pour les articles homonymes, voir gouvernement Mitsotákis.
IIIe République hellénique
Zolótas A. Papandréou III
Le gouvernement Konstantínos Mitsotákis (en grec moderne : Κυβέρνηση Κωνσταντίνου Μητσοτάκη) est le gouvernement de la République hellénique entre le 11 avril 1990 et le 13 ooctobre 1993, sous la VIIe législature du Parlement.
Il est dirigé par le conservateur Konstantínos Mitsotákis, vainqueur à la majorité absolue des élections législatives. Il succède au gouvernement d'unité nationale de l'indépendant Xenophón Zolótas et cède le pouvoir au troisième gouvernement du socialiste Andréas Papandréou après que le PASOK a conquis la majorité absolue aux élections anticipées de 1993.

## Historique et coalition
Dirigé par le nouveau Premier ministre conservateur Konstantínos Mitsotákis, ce gouvernement est constitué par la Nouvelle Démocratie (ND). Seule, elle dispose de 150 députés sur 300, soit 50 % des sièges du Parlement. Il bénéficie du soutien sans participation du Renouveau politique (DIANA), qui dispose d'un député, soit 0,3 % des sièges.
Il est formé à la suite des élections législatives anticipées du 8 avril 1990.
Il succède donc au gouvernement d'unité nationale de l'indépendant Xenophón Zolótas, constitué et soutenu par une coalition entre la Nouvelle Démocratie, le Mouvement socialiste panhellénique (PASOK) et le Synaspismós (SYN).

### Formation
Au cours du scrutin, la ND recueille 46,9 % des voix et l'exacte moitié des sièges au Parlement, devançant le PASOK de près de huit points et une vingtaine de sièges. Bien que Mitsotákis obtienne une troisième victoire électorale de rang, il ne bénéficie toujours pas de la majorité absolue pour gouverner seul. Il obtient toutefois dès le lendemain l'appui du seul député du Renouveau politique, le parti du dissident conservateur Konstantínos Stephanópoulos, ce qui lui permet de jouir de l'appui de plus de la moitié de l'assemblée et donc de constituer le nouvel exécutif grec.
Mitsotákis et son équipe de 19 ministres, dans laquelle il dirige personnellement le ministère de la Marine marchande, sont assermentés au palais présidentiel d'Athènes par le président de la République Khrístos Sartzetákis le 11 avril, trois jours après le scrutin. Il remporte le 26 avril le vote de confiance par 152 voix pour et 146 voix contre.
Le 4 mai 1990, l'ancien Premier ministre puis président de la République Konstantínos Karamanlís est réélu chef de l'État en totalisant 153 voix, la ND ayant compté avec l'appui de DIANA et de deux députés indépendants, face au socialiste Ioánnis Alevrás et à l'écosocialiste Konstantínos Despotópoulos.

### Succession
Après des défections et démissions et la dissidence de l'ancien ministre des Affaires étrangères Antónis Samarás en lien avec le débat autour du nom de la Macédoine, le chef de l'exécutif ne peut plus compter que sur le soutien de 150 parlementaires à la chambre. Réuni le 9 septembre 1993 avec le chef de l'État, il obtient de ce dernier la dissolution du Parlement et la convocation d'élections législatives anticipées pour le 10 octobre suivant.
Lors des élections, le PASOK remporte la majorité absolue des sièges. Andréas Papandréou peut ainsi revenir au pouvoir à la tête de son troisième et dernier gouvernement.

## Composition

### Initiale (11 avril 1990)
| Fonction                                                                           | Titulaire | Titulaire                                                          | Parti |
| ---------------------------------------------------------------------------------- | --------- | ------------------------------------------------------------------ | ----- |
| Premier ministre                                                                   |           | Konstantínos Mitsotákis                                            | ND    |
| Vice-Premier ministre Ministre de la Justice                                       |           | Athanásios Kanellópoulos                                           | ND    |
| Vice-Premier ministre Ministre de la Culture                                       |           | Tzannís Tzannetákis                                                | ND    |
| Ministre de la Présidence du gouvernement                                          |           | Miltiádis Évert                                                    | ND    |
| Ministre de la Défense nationale                                                   |           | Ioánnis Varvitsiótis                                               | ND    |
| Ministre des Affaires étrangères                                                   |           | Antónis Samarás                                                    | ND    |
| Ministre de l'Intérieur                                                            |           | Sotíris Koúvelas                                                   | ND    |
| Ministre de l'Économie nationale                                                   |           | Geórgios Soufliás (jusqu'au 01/10/1990) Konstantínos Mitsotákis    | ND    |
| Ministre des Finances                                                              |           | Ioánnis Paleokrassás                                               | ND    |
| Ministre de l'Agriculture                                                          |           | Michális Papakonstantínou                                          | ND    |
| Ministre du Travail                                                                |           | Aristeídis Kalantzákos                                             | ND    |
| Ministre de la Santé, du Bien-être et de la Sécurité sociale                       |           | Mariétta Giannákou                                                 | ND    |
| Ministre de l'Éducation nationale et des Religions                                 |           | Vasílis Kontogiannópoulos (jusqu'au 10/01/1991) Geórgios Soufliás  | ND    |
| Ministre de l'Ordre public                                                         |           | Ioánnis Vasileiádis                                                | ND    |
| Ministre de la Macédoine-Thrace                                                    |           | Geórgios Tzitzikóstas                                              | ND    |
| Ministre de la Mer Égée                                                            |           | Geórgios Misanlídis                                                | ND    |
| Ministre de l'Environnement, de l'Aménagement du territoire et des Travaux publics |           | Stéfanos Mános                                                     | ND    |
| Ministre de l'Industrie, de l'Énergie et de la Technologie                         |           | Stávros Dímas (jusqu'au 29/07/1991)                                | ND    |
| Ministre du Commerce                                                               |           | Athanásios Xarchás                                                 | ND    |
| Ministre des Transports et des Communications                                      |           | Níkos Gelestáthis                                                  | ND    |
| Ministre de la Marine marchande                                                    |           | Konstantínos Mitsotákis (jusqu'au 01/10/1990) Aristotélis Paflídis | ND    |
| Ministre du Tourisme                                                               |           | Geórgios Soufliás (jusqu'au 24/05/1990) Giánnis Kefalogiánnis      | ND    |
| Ministre sans portefeuille                                                         |           | Giánnis Kefalogiánnis (à partir du 24/05/1990)                     | ND    |
| Ministre sans portefeuille                                                         |           | Míkis Theodorákis                                                  | ND    |

### Remaniement du 8 août 1991
- Les nouveaux ministres sont indiqués en gras, ceux ayant changé d'attributions en italique.

| Fonction                                                                           | Titulaire | Titulaire                                                     | Parti |
| ---------------------------------------------------------------------------------- | --------- | ------------------------------------------------------------- | ----- |
| Premier ministre Ministre de la Mer Égée                                           |           | Konstantínos Mitsotákis                                       | ND    |
| Vice-Premier ministre                                                              |           | Athanásios Kanellópoulos (jusqu'au 21/02/1992)                | ND    |
| Vice-Premier ministre                                                              |           | Tzannís Tzannetákis                                           | ND    |
| Ministre de la Présidence du gouvernement                                          |           | Miltiádis Évert (jusqu'au 31/10/1991) Sotíris Koúvelas        | ND    |
| Ministre de la Défense nationale                                                   |           | Ioánnis Varvitsiótis                                          | ND    |
| Ministre des Affaires étrangères                                                   |           | Antónis Samarás (jusqu'au 14/04/1992) Konstantínos Mitsotákis | ND    |
| Ministre de l'Intérieur                                                            |           | Nikólaos Kleítos                                              | ND    |
| Ministre de l'Économie nationale                                                   |           | Efthýmios Christodoúlou (jusqu'au 17/02/1992) Stéfanos Mános  | ND    |
| Ministre des Finances                                                              |           | Ioánnis Paleokrassás                                          | ND    |
| Ministre de l'Agriculture                                                          |           | Sotíris Koúvelas (jusqu'au 31/10/1991) Sotíris Hadzigákis     | ND    |
| Ministre du Travail                                                                |           | Aristeídis Kalantzákos                                        | ND    |
| Ministre de la Santé, du Bien-être et de la Sécurité sociale                       |           | Geórgios Soúrlas                                              | ND    |
| Ministre de la Justice                                                             |           | Michális Papakonstantínou                                     | ND    |
| Ministre de l'Éducation nationale et des Religions                                 |           | Geórgios Soufliás                                             | ND    |
| Ministre de la Culture                                                             |           | Ánna Benáki-Psaroúda                                          | ND    |
| Ministre de l'Ordre public                                                         |           | Theódoros Anagnostópoulos                                     | ND    |
| Ministre de la Macédoine-Thrace                                                    |           | Panagiótis Hatznikoláou                                       | ND    |
| Ministre de l'Environnement, de l'Aménagement du territoire et des Travaux publics |           | Achilléas Karamanlís                                          | ND    |
| Ministre de l'Industrie, de l'Énergie, de la Technologie et du Commerce            |           | Andréas Andrianópoulos                                        | ND    |
| Ministre des Transports et des Communications                                      |           | Níkos Gelestáthis                                             | ND    |
| Ministre de la Marine marchande                                                    |           | Aristotélis Paflídis                                          | ND    |
| Ministre du Tourisme                                                               |           | Giánnis Kefalogiánnis (jusqu'au 04/09/1991)                   | ND    |
| Ministre sans portefeuille                                                         |           | Míkis Theodorákis (jusqu'au 01/04/1992)                       | ND    |

### Remaniement du 7 août 1992
- Les nouveaux ministres sont indiqués en gras, ceux ayant changé d'attributions en italique.

| Fonction                                                                           | Titulaire | Titulaire                                                  | Parti |
| ---------------------------------------------------------------------------------- | --------- | ---------------------------------------------------------- | ----- |
| Premier ministre Ministre de la Mer Égée                                           |           | Konstantínos Mitsotákis                                    | ND    |
| Vice-Premier ministre                                                              |           | Tzannís Tzannetákis                                        | ND    |
| Ministre de la Présidence du gouvernement                                          |           | Sotíris Koúvelas                                           | ND    |
| Ministre de la Défense nationale Ministre de la Justice                            |           | Ioánnis Varvitsiótis                                       | ND    |
| Ministre des Affaires étrangères                                                   |           | Michális Papakonstantínou                                  | ND    |
| Ministre de l'Intérieur                                                            |           | Nikólaos Kleítos                                           | ND    |
| Ministre de l'Économie nationale et des Finances                                   |           | Stéfanos Mános                                             | ND    |
| Ministre de l'Agriculture                                                          |           | Sotíris Hadzigákis (jusqu'au 27/11/1992) Chrístos Koskinás | ND    |
| Ministre du Travail                                                                |           | Aristeídis Kalantzákos                                     | ND    |
| Ministre de la Santé, du Bien-être et de la Sécurité sociale                       |           | Geórgios Soúrlas                                           | ND    |
| Ministre de l'Éducation nationale et des Religions                                 |           | Geórgios Soufliás                                          | ND    |
| Ministre de la Culture                                                             |           | Ánna Benáki-Psaroúda                                       | ND    |
| Ministre de l'Ordre public                                                         |           | Theódoros Anagnostópoulos                                  | ND    |
| Ministre de la Macédoine-Thrace                                                    |           | Panagiótis Hatznikoláou                                    | ND    |
| Ministre de l'Environnement, de l'Aménagement du territoire et des Travaux publics |           | Achilléas Karamanlís                                       | ND    |
| Ministre de l'Industrie, de l'Énergie, de la Technologie et du Commerce            |           | Ioánnis Paleokrassás                                       | ND    |
| Ministre des Transports et des Communications                                      |           | Níkos Gelestáthis                                          | ND    |
| Ministre de la Marine marchande                                                    |           | Aristotélis Paflídis                                       | ND    |

### Remaniement du 3 décembre 1992
- Les nouveaux ministres sont indiqués en gras, ceux ayant changé d'attributions en italique.

| Fonction                                                                           | Titulaire | Titulaire                               | Parti |
| ---------------------------------------------------------------------------------- | --------- | --------------------------------------- | ----- |
| Premier ministre Ministre de la Mer Égée                                           |           | Konstantínos Mitsotákis                 | ND    |
| Vice-Premier ministre                                                              |           | Tzannís Tzannetákis                     | ND    |
| Ministre de la Présidence du gouvernement                                          |           | Sotíris Koúvelas                        | ND    |
| Ministre de la Défense nationale                                                   |           | Ioánnis Varvitsiótis                    | ND    |
| Ministre des Affaires étrangères                                                   |           | Michális Papakonstantínou               | ND    |
| Ministre de l'Intérieur                                                            |           | Giánnis Kefalogiánnis                   | ND    |
| Ministre de l'Économie nationale et des Finances                                   |           | Stéfanos Mános                          | ND    |
| Ministre de l'Agriculture                                                          |           | Chrístos Koskinás                       | ND    |
| Ministre du Travail                                                                |           | Aristeídis Kalantzákos                  | ND    |
| Ministre de la Santé, du Bien-être et de la Sécurité sociale                       |           | Dimítris Sioúfas                        | ND    |
| Ministre de la Justice                                                             |           | Ánna Benáki-Psaroúda                    | ND    |
| Ministre de l'Éducation nationale et des Religions                                 |           | Geórgios Soufliás                       | ND    |
| Ministre de la Culture                                                             |           | Dóra Bakoyánni (à partir du 07/12/1992) | ND    |
| Ministre de l'Ordre public                                                         |           | Níkos Gelestáthis                       | ND    |
| Ministre de la Macédoine-Thrace                                                    |           | Panagiótis Hatznikoláou                 | ND    |
| Ministre de l'Environnement, de l'Aménagement du territoire et des Travaux publics |           | Achilléas Karamanlís                    | ND    |
| Ministre de l'Industrie, de l'Énergie, de la Technologie et du Commerce            |           | Vasílis Kontogiannópoulos               | ND    |
| Ministre des Transports et des Communications                                      |           | Theódoros Anagnostópoulos               | ND    |
| Ministre de la Marine marchande                                                    |           | Aléxandros Papadóggonas                 | ND    |

### Remaniement du 14 septembre 1993
- Les nouveaux ministres sont indiqués en gras, ceux ayant changé d'attributions en italique.

| Fonction                                                                           | Titulaire | Titulaire                 | Parti |
| ---------------------------------------------------------------------------------- | --------- | ------------------------- | ----- |
| Premier ministre Ministre de la Mer Égée                                           |           | Konstantínos Mitsotákis   | ND    |
| Vice-Premier ministre                                                              |           | Tzannís Tzannetákis       | ND    |
| Ministre de la Présidence du gouvernement                                          |           | Sotíris Koúvelas          | ND    |
| Ministre de la Défense nationale                                                   |           | Ioánnis Varvitsiótis      | ND    |
| Ministre des Affaires étrangères                                                   |           | Michális Papakonstantínou | ND    |
| Ministre de l'Intérieur                                                            |           | Ioánnis Georgákis         | Sans  |
| Ministre de l'Économie nationale et des Finances                                   |           | Stéfanos Mános            | ND    |
| Ministre de l'Agriculture                                                          |           | Chrístos Koskinás         | ND    |
| Ministre du Travail                                                                |           | Aristeídis Kalantzákos    | ND    |
| Ministre de la Santé, du Bien-être et de la Sécurité sociale                       |           | Dimítris Sioúfas          | ND    |
| Ministre de la Justice                                                             |           | Geórgios Plagianákos      | Sans  |
| Ministre de l'Éducation nationale et des Religions                                 |           | Geórgios Soufliás         | ND    |
| Ministre de la Culture                                                             |           | Dóra Bakoyánni            | ND    |
| Ministre de l'Ordre public                                                         |           | Dimítrios Maníkas         | Sans  |
| Ministre de la Macédoine-Thrace                                                    |           | Panagiótis Hatznikoláou   | ND    |
| Ministre de l'Environnement, de l'Aménagement du territoire et des Travaux publics |           | Achilléas Karamanlís      | ND    |
| Ministre de l'Industrie, de l'Énergie, de la Technologie et du Commerce            |           | Vasílis Kontogiannópoulos | ND    |
| Ministre des Transports et des Communications                                      |           | Theódoros Anagnostópoulos | ND    |
| Ministre de la Marine marchande                                                    |           | Aléxandros Papadóggonas   | ND    |